# Adam Copeland
Adam Copeland (født 30. oktober 1973), bedre kendt under ringnavnet Edge, er en tidligere canadisk wrestler, der wrestlede i World Wrestling Entertainment (WWE) fra 1998 til 2011. 
I WWE blev Edge en 11-dobbelt verdensmester: Han vandt WWE World Heavyweight Championship syv gange og WWE Championship fire gange. Derudover opnåede han rekorden i flest tagteam-titler, idet han vandt 14 VM-titler for tagteams i sin karriere. Edge blev den eneste wrestler, der vandt alle nuværende titler (foruden kvindernes WWE Divas Championship) i WWE (WWE Championship, World Heavyweight Championship, WWE Intercontinental Championship, WWE United States Championship og WWE Tag Team Championship). I 2001 vandt han også King of the Ring-turneringen, og i 2005 blev han den første vinder af WWE's money in the bank ladder match ved WrestleMania 21. 
Han startede med at se wrestling, da hans onkel døde i en bilulykke, og han følte, han kunne overvinde alt, når han så Hulk Hogan i ringen. Nogle af hans favoritwrestlere er Hulk Hogan, Bret Hart, Ric Flair og Shawn Michaels. Han indstillede karrieren efter WrestleMania XXVII i april 2011, mens han stadig var den regerende verdensmester. I 2012 blev han indsat i WWE Hall of Fame.  

## Wrestlingkarriere

### World Championship Wrestling (1996)
Igennem 1990'erne wrestlede Adam Copeland som indie-wrestler under ringnavnet Adam Impact hos en række mindre amerikanske og canadiske wrestlingorganisationer, bl.a. sammen med sin gode ven Jason Reso. I 1996 fik han dog chancen i World Championship Wrestling (WCW), der var en af verdens største wrestlingorganisationer. Under ringnavnet Damon Striker wrestlede han et par kampe på WCW Pro mod "The Taskmaster" Kevin Sullivan og Meng, begge medlemmer af heel-gruppen Dungeon of Doom.

### World Wrestling Federation / Entertainment (1996-nu)
Tekst mangler, hjælp os med at skrive teksten

### Tagteam med Christian (1996-2001)
Kort tid efter sin debut i WCW blev han tilbudt at wrestle i World Wrestling Federation (WWF), hvor han fik en prøvekamp i marts 1996. Den tidligere WWF-verdensmester Bret Hart lagde et godt ord in for Adam Copeland, og han fik skrev kontrakt med WWF året efter. Efter at have wrestlet i WWF's udviklingsterritorium fik han sin debut i november 1997, tilfældigvis aftenen efter at Bret Hart havde forladt WWF på grund af Montreal Screwjob. Adam Copeland wrestlede under ringnavnet Sextion Hardcastle og mødte Christian Cage (Jason Reso) i sin første kamp. 
Adam Copeland fik sin tv-debut i juni 1998 under ringnavnet Edge, og hans gimmick gik ud på, at han var lidt af en enspænder, der kom til ringen gennem publikummet. Edge fik sin pay-per-view-show-debut ved WWF's SummerSlam i august 1998 som Sables mystiske tagteam-partner. Edge startede en fejde med vampyr-wrestleren Gangrel, og igennem ham blev han introduceret til Christian Cage, der nu blot kaldte sig Christian. På tv var Christian og Edge brødre. De tre wrestlede blev kendt som The Brood. De blev senere medlem af The Undertakers Ministry of Darkness, men i maj 1999 forlod de gruppen. 
Edge vandt sin første titel i WWF, da han vandt WWF Intercontinental Championship i juli 1999 ved at besejre Jeff Jarrett i Toronto, Canada. Edge tabte dog titlen igen allerede aftenen efter ved WWF's Fully Loaded. 
Derefter startede Edge og Christian en fejde med The Hardy Boyz (Jeff og Matt). Ved WWF's No Mercy i oktober wrestlede de to tagteams mod hinanden i en mindeværdig ladder match, som de dog tabte. Edge fik sin WrestleMania-debut, da han sammen med Christian vandt WWF Tag Team Championship ved at besejre to tagteams – The Hardy Boyz og The Dudley Boyz (Bubba Ray og D-Von) i en triangle ladder match, der i sidste første til skabelsen af en TLC match i WWF på grund af alle de borde, stiger og stoler, der havde været involveret i kampen.
Efter titelsejren ved WrestleMania 2000 lykkedes det Edge og Christian at vinde VM-bælterne yderligere seks gange. De deltog som tagteam i de første tre TLC-kampe. Ved WWF's Royal Rumble i januar 2001 blev Edge og Christian besejret af The Dudley Boys og mistede VM-bælterne. Måneden efter forsøgte de at genvinde bælterne, men det skete først ved WrestleMania X-Seven, hvor de besejrede The Dudley Boys og The Hardyz i endnu en TLC match.

### Intercontinenal Championship (2001-2003)
I 2001 gik Edge i gang med at profilere sig selv som single-wrestler, og i maj vandt han King of the Ring-turneringen. Han blev face-wrestler, da han sluttede sig til WWF-holdet i The Invasion-storylinen, hvor WWF mødte The Alliance (wrestlere fra WCW og ECW). Christian gik imod Edge kort efter. Edge vandt WWF Intercontinental Championship ved SummerSlam i august, og Edge og Christian fejdede over titlen derefter. Christian vandt WWF Intercontinental Championship ved WWF's Unforgiven, kun for at tabe den tilbage til Edge igen. Edge mistede titlen til Test, men fik endnu en titel på cv'et, da han vandt den traditionsrige WCW-titel, WCW United States Championship, med sejr over Kurt Angle. Ved WWF's Survivor Series i november 2001 lykkedes det Edge at besejre Test i en rematch, og han forenede dermed WWF Intercontinental Championship og WCW United States Championship. I starten af 2002 mistede han titlen til William Regal.
Ved WrestleMania X8 lykkedes det Edge at besejre den tidligere WCW-verdensmester Booker T. Kort tid efter blev han en del af SmackDown-brandet, da WWF delte organisationen op i to brands. Det betød, at Edge udelukkede skulle wrestle på tv-programmet SmackDown i stedet for på RAW. I denne periode blev WWF nødsaget til at skifte navn til World Wrestling Entertainment (WWE), fordi organisationen tabte en retssag til Verdensnaturfonden (WWF) om brugen af forkortelsen. 
I juli 2002 fik Edge sig en højtprofileret tagteam-partner i form af den 12-dobbelte verdensmester Hulk Hogan. Sammen med Hulk Hogan vandt Edge endnu en gang WWE Tag Team Championship. De mistede dog VM-bælterne kort tid efter igen. Edge var særlig stolt over bedriften, da han som barn havde været en "Hulkamanic" (dedikeret fan af Hulk Hogan) og overværet hans VM-titelkamp mod Ultimate Warrior ved WrestleMania VI i 1990. Edge dannede også et tagteam med Rey Mysterio, og de gik efter WWE Tag Team Championship, men tabte til Kurt Angle og Chris Benoit ved WWE's No Mercy. Kampen blev kåret til årets kamp af Wrestling Observer Newsletter. De fik dog revanche og vandt VM-bælterne ved under en episode af SmackDown. De mistede bælterne til Los Guerreros. 
I starten af 2003 blev Edge nødsaget til at tage en pause fra wrestling på grund af en skade i nakken.

### Jagt på VM-titel (2004-2005)
På grund af operationen, skaden og genoptræningen var Edge ude i næsten et år. Han blev ført over på RAW-brandet efter WrestleMania XX og vendte tilbage til ringen kort derefter. Han og Chris Benoit vandt i april 2004 WWE World Tag Team Championship, og de to wrestlere fortsatte et tæt samarbejde, også efter de mistede VM-bælterne. Det ophørte dog, da Edge endnu en gang vandt WWE Intercontinental Championship ved WWE's Vengeance med sejr over Randy Orton. Edge blev dog frataget titlen af RAW's adm. direktør, Eric Bischoff, da han igen blev skadet.
Da Edge vendte tilbage igen, viste han nogle anderledes karaktertræk, der tydede på, at han var ved at blive heel-wrestler. Han blev besat af at vinde WWE World Heavyweight Championship, WWE's ene af to VM-titler (den anden er WWE Championship). Ved WWE's Taboo Tuesday kunne WWE-fans stemme om, hvem af Edge, Shawn Michaels og Chris Benoit der skulle få en VM-titelkamp mod Triple H. Michaels vandt afstemningen, og i stedet for måtte Edge og Benoit nøjes med en kamp om WWE World Tag Team Championship. Edge efterlod Benoit til at kæmpe for sig – og Benoit vandt – og senere samme aften blandede Edge sig i VM-titelkampen, hvor han var skyld i, at Shawn Michaels tabte. Senere på RAW lod Edge igen Benoit kæmpe for sig selv, og efter kampen angreb han Benoit og blev dermed heel-wrestler. Edge og Chris Benoit blev placeret i en triple threat match om WWE World Heavyweight Championship mod Triple H, men kampen endte uafgjort, og VM-titlen blev erklæret for ledig. 
I januar 2005 deltog Edge i sin første elimination chamber match ved WWE's New Year's Revolution. Kampen var om den ledige VM-titel. Shawn Michaels, der var kampens dommer, var skyld i, at Edge var den første til at blive elimineret. Ved WWE's Royal Rumble senere samme måned lykkedes det Edge at besejre Michaels. 

### Mr. Money in the Bank (2005–2006)
Ved WrestleMania 21 vandt Edge den første money in the bank ladder match nogensinde, hvilket gav ham en kontrakt på en VM-titelkamp, der kunne indløses når som helst. Blandt fans blev Edge endnu mere upopulær, end han var i forvejen som heel-wrestler. Det kom nemlig frem, at han i det virkelige liv havde haft en affære med Matt Hardys kæreste, WWE-wrestleren Amy Dumas, kendt under ringnavnet Lita. Kort efter at det kom frem, blev Matt Hardy fyret fra WWE, og det ødelagde endnu mere Edges og Litas popularitet. Da Matt Hardy vendte tilbage til WWE, brugte de Edges affære som en del af en storyline.
I WWE's storyline var Lita kæreste med Kane, og under en kamp mellem Edge og Kane, forrådte hun Kane. I juli under en episode af RAW blev en ny kamp mellem Edge og Kane afbrudt af Matt Hardy, der vendte tilbage til WWE. Da Matt Hardy konfronterede både Edge og Lita direkte på RAW, var det det virkelig liv, der udspillede sig på tv, og Hardy kaldte Edge ved sit rigtige fornavn, Adam. Ved WWF's SummerSlam måneden efter blev Matt Hardy besejret af Edge. Edge og Matt Hardy fejdede videre over de næste par måneder med sejre til dem begge. I oktober vandt Edge en kamp, hvor taberen skulle forlade RAW-brandet.
Edge blev skadet kort efter fejden med Matt Hardy og var ude et par uger. I mellemtiden startede han et interview-segment på RAW kaldet "The Cutting Edge", og Edge begyndte at kalde sig selv for "The Rated-R Superstar". Edge brugte sit nye talkshow til at starte en fejde med Ric Flair. Ric Flair forsvarede WWE Intercontinental Championship mod Edge i en kamp ved WWE's New Year's Revolution i januar 2006. 

### VM-titelkampe mod John Cena (2006)
Senere samme aften ved WWE's New Year's Revolution efter Edges kamp mod Ric Flair kom WWE-ejeren Vince McMahon op i ringen, umiddelbart efter den regerende verdensmester John Cena netop havde forsvare sin VM-titel i en voldsom elimination chamber match mod fem andre wrestlere. McMahon annoncerede, at John Cena blev nødt til at sætte sin VM-titel på spil mod Edge, der netop havde fortalt, at han ville bruge sin kontrakt på en VM-titelkamp nu. På under to minutter lykkedes det Edge at besejre en smadret John Cena, og dermed vandt Edge for første gang WWE Championship. Det var også Edges første VM-titelsejr i karrieren.  
I et interview foretaget efter showet med wwe.com annoncerede Edge, at han og Lita ville dyrke hed sex i midten af ringen den efterfølgende aften på RAW for at fejre VM-titelsejren. Edge holdt sit ord, og de to kærester lå helt nøgne i midten af ringen med en dyne over sig, indtil de blev afbrudt af den 16-dobbelte verdensmester Ric Flair, som kaldte episoden for pinlig. Segmentet med Edge og Lita blev det meste sete klip på RAW i over et år. Tre uger senere tabte Edge VM-titlen tilbage til John Cena. 
Edge fik sig en rematch, som han dog også tabte. Derefter gav han skylden til kampens dommer Mick Foley. Ved WrestleMania 22 i april lykkedes det Edge at besejre Mick Foley i en voldsom hardcore match. Under kampen fløj både Edge og Foley igennem et brændende bord, så begge wrestlere fik andengradsforbrændinger.
Efter fejden med Mick Foley gik Edge igen efter John Cenas VM-titel. John Cena forsvarede sin titel med succes ved WWE's Backlash, da han besejrede Triple H og Edge i en triple threat match. Ved WWE's ECW-show One Night Stand hjalp Edge Rob Van Dam med at vinde VM-titlen fra John Cena. Edge fik chancen for at vinde VM-titlen i en kamp mod Rob Van Dam, men tabte. To uger senere på RAW lykkedes det dog endelig Edge at besejre Rob Van Dam, og Edge vandt dermed WWE Championship for anden gang. Edge forsvarede VM-titlen mod John Cena ved WWF's SummerSlam i august. Til gengæld måtte Edge se sig besejret på hjemmebane i Toronto, da John Cena erobrede VM-titlen tilbage ved WWE's Unforgiven i september 2006. 

### Rated-RKO (2006-2007)
I oktober 2006 indledte Edge en fejde mod D-Generation X (Shawn Michaels og Triple H), og han spurgte Randy Orton, om han ikke ville støtte ham i kampen mod dem. Derfor dannede de tagteamet Rated-RKO, og tagteamet blev det første til at besejre D-Generation X efter gruppens genforening i 2006. Kort efter vandt Rated-RKO også WWE Tag Team Championship, hvilket gjorde Edge til en 11-dobbelt verdensmester for tagteams. 
I januar 2007 forsvarede Rated-RKO VM-bælterne mod D-Generation X, men kampen blev stoppet, da Triple H blev skadet og måtte udgå. Senere samme måned lykkedes det Shawn Michaels og John Cena at vinde VM-bælterne fra Rated-RKO. Herefter blev Edge og Randy Orton rivaler i jagten på at vinde WWE Championship fra den regerende verdensmester John Cena. Trods flere forsøg trak Cena sig sejrrigt ud af opgøret. 

### Verdensmester (2007–2009)
I maj 2007 lykkedes det Edge at besejre Mr. Kennedy i en kamp om hans money in the bank-kontrakt på en VM-titelkamp. På samme måde som Edge havde indløst kontrakt mod John Cena efter en hård VM-titelkamp i 2006, gjorde han brug af muligheden mod The Undertaker, der netop havde forsvaret WWE World Heavyweight Championship mod Batista. Lige efter The Undertakers kamp blev han angrebet af Mark Henry, og da Henry havde forladt ringen, tog Edge chancen, indløste kontrakten og vandt for første gang WWE World Heavyweight Championship. 
Herefter forsvarede han flere gange VM-titlen mod Batista. I juli 2007 blev han dog nødt til at opgive VM-titlen, da han blev skadet igen, mens han fejdede med Kane. Edge vendte tilbage i november i VM-titelkampen mellem Batista og The Undertaker. Aftenen efter på SmackDown offentliggjorde Edge, at han havde forhold til SmackDowns adm. direktør, Vickie Guerrero, og han fik derfor tildelt en VM-titelkamp mod Batista samme aften. The Undertaker afbrød dog kampen, inden der kunne findes en vinder. Ved WWE's Armageddon i december lykkedes det Edge at vinde VM-titlen for anden gang, da han besejrede Batista og The Undertaker i en triple threat match. I samme periode stiftede han heel-gruppen La Familia med Curt Hawkins, Zack Ryder, Chavo Guerrero og Vickie Guerrero. I WWE's storyline friede Edge til Vickie Guerrero i februar 2008.
Ved WrestleMania XXIV tabte Edge VM-titlen til The Undertaker. Edge fik en rematch ved WWE's Backlash, men tabte igen. Vickie Guerrero valgte herefter at tage VM-titlen fra The Undertaker. Guerrero bestemte, at Edge og The Undertaker skulle kæmpe om den ledige VM-titel ved WWE's Judgment Day, men kampen endte uafgjort. Edge vandt dog den ledige VM-titel ved One Night Stand i en TLC match i juni. 
Samme måned mistede Edge VM-titlen til CM Punk under en episode af RAW. En frustreret Edge beskyldte Vickie Guerrero for nederlaget og aflyste deres bryllup. Ugen efter forsonede de sig dog igen, men så viste Triple H en video, der beviste, at Edge havde været Guerrero utro. I en kamp om WWE Championship forsvarede Triple sin VM-titel mod Edge ved WWE's The Great American Bash i juli. Guerrero bestemte bagefter, at Edge skulle møde The Undertaker i en hell in a cell match ved WWE's SummerSlam. Kampen blev vundet af The Undertaker. Heel-gruppen La Familia blev herefter opløst. 
For tredje gang i karrieren lykkedes det Edge at vinde WWE Championship, da han ved WWE's Survivor Series i november besejrede den regerende verdensmester Triple H og Vladimir Kozlov i en triple threat match. Det var samlet set Edges sjette VM-titelsejr i karrieren. Måneden efter tabte han VM-titlen til Jeff Hardy, men ved WWE's Royal Rumble i januar 2009 genvandt han WWE Championship, da Jeffs bror, Matt Hardy, vendte sig imod ham. Edge mistede dog VM-titlen igen allerede måneden efter ved WWE's Elimination Chamber. Senere samme aften fik Edge placeret sig selv i aftenens anden VM-titelkamp om WWE World Heavyweight Championship, og det lykkedes Edge at vinde titlen ved at eliminere Rey Mysterio til sidst. 
Ved WrestleMania XXV blev Edge besejret af John Cena i en triple threat match, der også involverede Big Show. Tre uger senere besejrede han John Cena ved WWE's Backlash. Efter et succesrigt titelforsvar mod Jeff Hardy måneden efter, mistede han VM-titlen til ham ved WWE's Extreme Rules i en ladder match i juli. 
På under to år gik Edge fra at have vundet en VM-titel to gange i karrieren til at være en nidobbelt verdensmester. 

### Afslutning på karrieren (2010-2011)
Edge blev igen langtidsskadet, men vendte tilbage ved den traditionsrige Royal Rumble match ved WWE's Royal Rumble i januar 2010. Han kom ind i kampen som nummer 29 (ud af 30) og eliminerede Chris Jericho, der adskillige gange havde svinet ham til, mens han havde været væk fra WWE. Edge eliminerede den sidste deltager John Cena til sidst og vandt dermed for første gang kampen. Det betød, at Edge fik rettigheden til at udfordre en af de to verdensmestre i WWE ved WrestleMania XXVI. 
Måneden efter vandt Chris Jericho WWE World Heavyweight Championship, og Edge blev for første gang face-wrestler, da han angreb den nye verdensmester og udfordrede ham til en VM-titelkamp ved WrestleMania XXVI. Edge tabte dog kampen. Måneden efter fik Edge revanche ved at besejre Jericho ved WWE's Extreme Rules. 
Derefter blev Edge flyttet til RAW-brandet, og da han skulle sige farvel til sine SmackDown-fans, endte med at svine dem til og blev dermed heel-wrestler igen. På RAW indledte han en fejde med sin tidligere tagteam-partner Randy Orton, fordi han ikke ville gendanne Rated-RKO. Edge og Orton kæmpede uafgjort ved WWE's Over the Limit, og måneden efter ved WWE's Fatal 4-Way fik de begge en chance for at vinde WWE Championship, men Edge snuppede ikke VM-titlen fra John Cena. Edge fik sammen med fire andre wrestlere endnu en chance for at vinde VM-titlen ved WWE's Night of Champions, men igen uden held, og kort efter blev Edge flyttet tilbage til SmackDown-brandet igen.
På SmackDown indledte han en fejde med den regerende verdensmester Kane. Edge besejrede Rey Mysterio og Alberto Del Rio, så han kunne blive topudfordrer til WWE World Heavyweight Championship. Edge fik chancen ved WWE's Survivor Series i november, men kampen endte uafgjort. Til gengæld snuppede Edge sin 10. VM-titelsejr måneden efter ved WWE's TLC: Tables, Ladders & Chairs, da han besejrede Kane, Alberto Del Rio og Rey Mysterio i en TLC match. 
I januar 2011 vandt Alberto Del Rio den årlige Royal Rumble match, og han valgte at udfordre Edge ved WrestleMania XXVII. Inden da blev Edge i WWE's storyline fyret af SmackDowns adm. direktør, Vickie Guerrero. Hun forærede VM-titlen til sin nye kæreste, Dolph Ziggler. Edge blev dog genansat senere samme aften. På SmackDown erobrede Edge VM-titlen tilbage igen, da han besejrede Dolph Ziggler. Det var syvende gang, at Edge vandt WWE World Heavyweight Championship og hans 11. VM-titelsejr i karrieren. 
I sin sidste kamp i karrieren besejrede Edge topudfordreren Alberto Del Rio i åbningskampen ved WrestleMania XXVII. Aftenen efter på RAW holdt Edge sin afskedstale, hvor han fortalte, at han blev nødt til at indstille karrieren på grund af skader i nakken. På den efterfølgende episode af SmackDown overgav han officielt WWE World Heavyweight Championship, og Edge indstillede karrieren som den regerende verdensmester. 

### Hall of Fame (2011-nu)
Edge holdt sig dog ikke væk fra WWE længe. Ved WWE's Extreme Rules i april 2011 så han, da hans gode ven Christian vandt den ledige VM-titel, der var kommet efter Edges farvel. Edge afholdt interview-segmentet The Cutting Edge på en episode af SmackDown fra sin hjemby Toronto. Samme aften fejrede WWE Edges karriere. 
I 2012 blev Edge indsat i WWE Hall of Fame. Det var hans gode ven Christian, der introducerede den 11-dobbelte verdensmester. 38-årig Adam Copeland blev dermed den yngste wrestler i WWE Hall of Fame, sammen med Eddie Guerrero.

## VM-titler
Edge er en 11-dobbelt verdensmester. Han har vundet VM-titlen alle gange i World Wrestling Entertainment fordelt med WWE Championship fire gange og WWE World Heavyweight Championship syv gange. 
| Nr. | VM-titel                           | Modstander     | Org. | Dato              | Show                          | Dage | Efterfølger    |
| --- | ---------------------------------- | -------------- | ---- | ----------------- | ----------------------------- | ---- | -------------- |
| 1   | WWE Championship                   | John Cena      | WWE  | 8. januar 2006    | New Year's Revolution         | 21   | John Cena      |
| 2   | WWE Championship                   | Rob Van Dam1   | WWE  | 3. juli 2006      | RAW                           | 76   | John Cena      |
| 3   | WWE World Heavyweight Championship | The Undertaker | WWE  | 8. maj 2007       | SmackDown                     | 70   | Ledig          |
| 4   | WWE World Heavyweight Championship | Batista2       | WWE  | 16. december 2007 | Armageddon                    | 105  | The Undertaker |
| 5   | WWE World Heavyweight Championship | The Undertaker | WWE  | 1. juni 2008      | One Night Stand               | 29   | CM Punk        |
| 6   | WWE Championship                   | Triple H3      | WWE  | 23. november 2008 | Survivor Series               | 21   | Jeff Hardy     |
| 7   | WWE Championship                   | Jeff Hardy     | WWE  | 25. januar 2009   | Royal Rumble                  | 21   | Triple H       |
| 8   | WWE World Heavyweight Championship | John Cena4     | WWE  | 15. februar 2009  | No Way Out                    | 49   | John Cena      |
| 9   | WWE World Heavyweight Championship | John Cena      | WWE  | 26. april 2009    | Backlash                      | 42   | Jeff Hardy     |
| 10  | WWE World Heavyweight Championship | Kane5          | WWE  | 19. december 2010 | TLC: Tables, Ladders & Chairs | 58   | Dolph Ziggler  |
| 11  | WWE World Heavyweight Championship | Dolph Ziggler  | WWE  | 15. februar 2011  | SmackDown                     | 55   | Ledig          |

1 Kampen var en triple threat match, der også involverede John Cena.

2 Kampen var en triple threat match, der også involverede The Undertaker.

3 Kampen var en triple threat match, der også involverede Vladimir Kozlov.

4 Kampen var en elimination chamber match, der også involverede Chris Jericho, Rey Mysterio, Mike Knox og Kane.

5 Kampen var en fatal four-way tables, ladders & chairs match, der også involverede Rey Mysterio og Alberto Del Rio. 